# 투먼 북역
투먼 북역(도문북역, 중국어: 图们北站, 병음: Túmen běi zhàn)은 중국의 창훈 성제철로의 철도역이다. 지린성 투먼시 훙광향(红光乡) 추수이촌(曲水村)에 위치해 있으며, 원래 명칭은 추수이역(曲水站, 곡수역)이었다가, 2015년 8월 20일 현재의 명칭으로 바뀌었다. 현재 매일 창훈 고속선과 투무선(图牡线)의 열차가 이 역에서 정차한다.

### 승강장 구조
| 역 건물       | 매표소, 대합실, 출구                 |
| 상대식 승강장 |                                      |
| 1번 승강장    | 창훈 여객전용선 훈춘 방면(훈춘역)    |
| 통과선        | 창훈 여객전용선 하행 열차 통과선     |
| 통과선        | 창훈 여객전용선 상행 열차 통과선     |
| 2번 승강장    | 창훈 여객전용선 창춘 방면(옌지 서역) |
| 섬식 승강장   |                                      |
| 3번 승강장    | 창훈 여객전용선 창춘 방면(옌지 서역) |
| 4번 승강장    | 창투 철로 열차                       |
| 섬식 승강장   |                                      |
| 5번 승강장    | 창투 철로 열차                       |
| 역내 마당     | 창투 철로 열차                       |

## 인접정차역

### 중국 국철
- 창훈 성제철로
  - 옌지 서역(창춘 방면) ← 36km 도문북역 55km → 훈춘역(훈춘 방면)

- 창투철로
  - 웨이쯔거우역(창춘 방면) ← 15km 도문북역 5km → 투먼역(투먼 방면)

## 사진첩
- 투먼 북역 2층 입구앞 주차장
- 투먼 북역 승강장
- 투먼 북역 뒤 기존선
- 2층 대기실
- 투먼 북역 1F 버스 승차장

## 같이 보기
- 투먼역